# Godin (cratère)
Godin est un Cratère d'impact lunaire situé sur la face visible de la Lune à l'est de la mare lunaire du Sinus Medii et au sud de la Mare Vaporum. Il se situe au sud du cratère Agrippa et au sud-est du cratère Tempel. Le bord du cratère Godin est plus large dans la moitié sud que dans sa partie nord, ce qui lui donne une forme en poire. Son parterre intérieur est rugueux avec un albédo plus clair que son environnement immédiat. Un pic central s'élève en son milieu. Une structure rayonnée longue de 375 kilomètres entoure le cratère.
En 1935, l'Union astronomique internationale lui a attribué le nom de Godin en l'honneur de l'astronome français Louis Godin.
Par convention, les cratères satellites sont identifiés sur les cartes lunaires en plaçant la lettre sur le côté du point central du cratère qui est le plus proche de Godin.
| Godin | Latitude | Longitude | Diamètre |
| ----- | -------- | --------- | -------- |
| A     | 2.7° N   | 9.7° E    | 9 km     |
| B     | 0.7° N   | 9.8° E    | 12 km    |
| C     | 1.5° N   | 8.4° E    | 4 km     |
| D     | 1.0° N   | 8.3° E    | 5 km     |
| E     | 1.7° N   | 12.4° E   | 4 km     |
| G     | 1.9° N   | 11.0° E   | 7 km     |